# Allotrichoma lena
Allotrichoma lena är en tvåvingeart som beskrevs av Dahl 1973. Allotrichoma lena ingår i släktet Allotrichoma och familjen vattenflugor.
Artens utbredningsområde är Afghanistan. Inga underarter finns listade i Catalogue of Life.